# Jean-Claude Schindelholz
Jean-Claude Schindelholz (Moutier, Bern kanton, 1940. október 11. –) svájci válogatott labdarúgó.

## Pályafutása

### A válogatottban
1964 és 1966 között 13 alkalommal szerepelt a svájci válogatottban és 1 gólt szerzett. Részt vett még az 1966-os világbajnokságon.

## Sikerei, díjai
Servette
- Svájci kupa (1): 1970–71